# Les Bateliers de la Volga (Répine)
Pour les articles homonymes, voir Les Bateliers de la Volga.
Les Bateliers de la Volga (russe : Bourlaki na Volgué, Бурлаки на Волге) est un tableau du peintre russe Ilia Répine réalisé en 1870-1873. Cette huile sur toile est conservée au Musée russe, à Saint-Pétersbourg.
Le titre du tableau en russe signifie les « Bourlaques (Бурлаки) sur la Volga », les bourlaques étant des ouvriers journaliers qui tiraient les amarres tractant les barges le long de la Volga.

## Description
Cette œuvre est à la fois une célébration de la dignité et du courage des hommes et une condamnation de ceux qui ont permis ce travail inhumain. Bien qu'ils soient représentés comme stoïques et résignés, les hommes sont largement défaits ; un seul se démarque : dans le centre de la colonne et de la toile, un jeune homme aux couleurs vives combat contre ses liens en cuir et prend une posture héroïque.

## Histoire
Ilia Répine a conçu cette peinture lors de ses voyages à travers la Russie et notamment au cours de son séjour d'été au village de Chiriaïevo en 1870, au pied des monts Jigouli. Il était jeune homme et a dépeint des personnages réels qu'il a rencontrés. La peinture a obtenu des éloges internationaux pour son portrait réaliste de la dureté des conditions de labeur de ces hommes et a lancé sa carrière. Peu après son achèvement, le tableau a été acheté par le grand-duc Vladimir Alexandrovitch et fut exposé dans toute l'Europe comme un jalon de la peinture réaliste russe. Les Bateliers de la Volga a été décrit comme « peut-être le plus célèbre tableau du mouvement des Ambulants (Peredvijniki) [pour] .... sa description sans faille d'un travail éreintant ».
Ilia Répine aurait été inspiré pour ce tableau par une chanson traditionnelle russe des paysans, intitulée Doubinouchka ou Les Bateliers de la Volga, qui figurait dans un recueil publié par le compositeur Mili Balakirev quelques années plus tôt, en 1866.

## Expositions
Ce tableau a été présenté à l'exposition Répine du Petit Palais à Paris du 5 octobre 2021 au 23 janvier 2022.